# Call of Duty: Modern Warfare: Mobilized
Call of Duty: Modern Warfare: Mobilized – wersja gry Call of Duty: Modern Warfare 2 wyprodukowana przez n-Space i przeznaczona na konsolę Nintendo DS.

## Rozgrywka
Call of Duty: Modern Warfare: Mobilized przenosi gracza we współczesny konflikt zbrojny. W czasie kampanii gracz wciela się w różnych uczestników konfliktu. W grze zawarto m.in. tryb Arcade Mode, w którym gracz ma zdobyć jak największą liczbę punktów. W trakcie gry gracz ma do wyboru kilka rodzajów maszyn, które mają usprawnić poruszanie się. W trybie gry wieloosobowej może brać udział sześciu graczy.